# 2784 Domeyko
2784 Domeyko (1975 GA) là một tiểu hành tinh vành đai chính được phát hiện ngày 15 tháng 4 năm 1975 bởi Torres, C. ở Cerro El Roble. Nó được đặt tên cho nhà khoáng vật học Ba Lan Ignacy Domeyko.